# 奥佐津村
奥佐津村（おくさづむら）は、兵庫県城崎郡にあった村。現在の美方郡香美町香住区の南東部、佐津川の上流域にあたる。

## 地理
- 山岳：神ノ浦山
- 河川：佐津川、土生川

## 歴史
- 1889年（明治22年）4月1日 - 町村制の施行により、美含郡九斗村・米地村・丹生地村・下岡村・上岡村・隼人村・畑村・三川村・土生村・本見塚村の区域をもって発足。
- 1896年（明治29年）4月1日 - 所属郡が城崎郡に変更。
- 1955年（昭和30年）3月25日 - 口佐津村・香住町・長井村・余部村と合併して香住町が発足。同日奥佐津村廃止。

## 交通

### 道路
- 国道178号